# Љубомир Божиновић
Љубомир Љуба Божиновић (1856— 1883) био је познати српски трговац из Књажевца, један од организатора и непосредни учесник Тимочке буне крајем 19. века.

## Биографија
Из сачуваних судских списа познато је да је Љубомир Божиновић био трговац из Књажевца.

### Тимочка буна
Након избијања побуне у Књажевцу, 26. октобра 1883, Љуба Божиновић изабран је на скупу грађана у општинској судници за члана књажевачког Извршног одбора, којим је председавао угледни трговац Гавра Аничић. По одлуци Извршног одбора, 28. октобра кренуо је као политички делегат са Трећим књажевачким батаљоном прве класе, којим је командовао Маринко Марковић, на Зајечар како би помогао бољевачким устаницима да га заузму. Међутим, када је књажевачки батаљон стигао пред Зајечар, бољевачки устаници већ су били потучени и натерани на повлачење. Марковић и Божиновић упутили су команданту зајечарске посаде, потпуковнику Блажи Јурковићу, ултиматум за предају, али су на преговорима који су уследили пристали да му дају рок од 24 часа да обавести вишу команду. У том чекању примили су 29. октобра увече наредбу из Књажевца да се повуку натраг, на границу књажевачког округа. Марковић и Божиновић повукли су се са својим батаљоном у село Вратарница на Тимоку и затражили помоћ од оближњег батаљона друге класе, којим је командовао Никола Филиповић Муња. Ту је устаничка војска одсудно потучена у боју на Вратарници 30. октобра 1883, након 7 сати борбе. По наводима ухапшених устаника, Божиновић је током битке револвером нагонио неодлучне у борбу.
После пораза, Божиновић је покушао да пређе бугарску границу, али га је командир Филиповић заробио и предао властима, надајући се да ће се тако искупити пред Преким судом.
Осуђен је на смрт 14. новембра 1883. године и стрељан је на Краљевици у Зајечару.
Његово име налази се на породичном споменику, али не зна се да ли његови посмртни остаци ту и покопани. 